# NFL Championship Game, 1945
Na NFL Championship Game 1945, o Cleveland Rams derrotou o Washington Redskins, por 15–14, no Estádio Municipal de Cleveland em Cleveland, Ohio em 16 de dezembro, 1945. Este foi o último jogo antes do Rams mudar-se para Los Angeles, Califórnia e foi a 13ª NFL championship game. Uma jogada que proveu ao Rams a margem necessária de pontos para a vitória levou a uma significante mudança nas regras do futebol americano profissional. E, foi a final de campeonato mais fria, sendo realizada com uma temperatura de -8 °F.

## O jogo
No primeiro quarto, o Redskins tinha a posse de bola na própria linha de 5 jardas. Entrando na própria end zone, quarterback Sammy Baugh lançou a bola, mas a bola atingiu o poste de gol (que nessa época ficava na linha de gol, a linha de 0 jardas, ao invés de ficar no fim da endzone) e quicou de volta ao chão na endzone. Nas regras dessa época, foi dado um safety e isto deu ao Rams uma liderança no início da partida de 2-0.
No segundo quarto, Baugh sofreu uma contusão nas costelas e foi substituído por Frank Filchock. Filchock lançou um passe de 38 jardas para touchdown a Steve Bagarus dando ao  Redskins a liderança por 7-2. Mas o Rams pontuaram um pouco antes do meio-tempo quando o quarterback novato Bob Waterfield lançou um passe para touchdown de 37 jardas para Jim Benton. A tentativa Waterfield de conseguir o ponto extra foi parcialmente bloqueado, com a bola batendo no travessão, mas caindo para dentro do gol dando ao Cleveland o placar de 9-7.
No terceiro quarto, o Rams aumentou a distância no placar quando Jim Gillette marcou com uma recepção de 44 jardas, mas desta vez o ponto extra foi desperdiçado. O Redskins diminui a diferença para 15-14 com a recepção de 8 jardas de Seymour's dando um touchdown, sendo passe lançado por Filchock. No quarto quarto, o chutador de Washington, Joe Aguirre, errou duas tentativas de gol, de 46 e 31 jardas, que poderiam ter vencido o jogo.
Mas fora o safety que deu a margem necessária de pontos para a vitória. O proprietário do Redskins George Preston Marshall ficou tão irritado com o resultado que se tornou uma das grandes forças a apoiar a mudança em uma regra maior. Na próxima temporada, um passe para frente que atingir os postes do gol serão considerados como passes incompletos. Isto mais tarde ficou conhecido como a "Regra Baugh/Marshall".

## Resumo do placar
- CLE - Safety, o passe de Baugh acertou o poste de gol e ficou incompleto na endzone CLE 2-0
- WAS - Bagarus recebeu passe de 38 jardas, lançado por Filchock (Chute de Aguirre) 7-2 WAS
- CLE - Benton recebeu passe de 37 jardas, lançado por Waterfield (Chute de Waterfield) 9-7 CLE
- CLE - Gillette recebeu passe de 44 jardas, lançado por Waterfield (Erraram o chute) 15-7 CLE
- WAS - Seymour recebeu passe de 8 jardas, lançado por (Chute de Aguirre) 15-14 CLE